# Последняя исповедь
«После́дняя и́споведь» — российский четырёхсерийный телевизионный художественный фильм режиссёра Сергея Лялина, снятый в 2006 году. Посвящён деятельности легендарной подпольной антифашистской комсомольской организации «Молодая гвардия», действовавшей в годы Великой Отечественной войны в оккупированном городе Краснодоне Ворошиловградской области Украинской ССР.

## Сюжет
Фильм «Последняя исповедь» в новом ключе рассказывает о подпольной молодёжной комсомольской организации «Молодая гвардия», осуществлявшей свою деятельность с сентября 1942 года по январь 1943 года в оккупированном немецкими войсками городе Краснодоне.
Подвиг реально существовавших героев-комсомольцев — Олега Кошевого, Любови Шевцовой, Ульяны Громовой, Сергея Тюленина, Ивана Земнухова и многих других участников, создатели фильма дополнили религиозными мотивами, воплощёнными в вымышленном образе Алёши-молчуна. Также из числа действующих лиц фильма исчезли такие реально существовавшие участники событий и руководители организации как Иван Туркенич и Виктор Третьякевич, а также ряд вымышленных книжных героев, описанных в романе Александра Фадеева «Молодая гвардия», например, подпольщик Шульга, то есть вообще все коммунисты.
Впервые в художественном произведении показана персона главного отрицательного героя — реально существовавшего начальника немецкой жандармерии Краснодонского округа Эрнста-Эмиля Ренатуса, в чьи непосредственные обязанности входила борьба с партизанами и подпольем в округе (в книге А. А. Фадеева упоминания о нём нет вообще, как и в художественном фильме 1948 года «Молодая гвардия» режиссёра Сергея Герасимова). Вопреки исторической правде (он умер в советском лагере в апреле 1950 г.), по сюжету фильма ему якобы удалось скрыться и спустя много лет он возвращается на место военных событий в Краснодон, чтобы предаться воспоминаниям о прошлом…

## В ролях
- Иван Викулов — Олег Кошевой
- Анастасия Панина — Любовь Шевцова
- Эльдар Лебедев — Сергей Тюленин
- Валерия Каленникова — Ульяна Громова
- Тимур Орагвелидзе — Жора Арутюнянц
- Людмила Колесникова — Валя Борц
- Ева Авеева — Нина Иванцова
- Екатерина Виноградова — Оля Иванцова
- Сергей Лактюнькин — Иван Земнухов
- Павел Хрулёв — Сергей Левашов
- Антон Феоктистов — Евгений Мошков
- Владимир Коренев — генерал вермахта
- Александр Тютин — Эрнст-Эмиль Ренатус, майор СС, начальник жандармерии (на самом деле был полковником)
- Алексей Артамонов — Хельмут
- Владимир Терещенко — Фогель, ефрейтор вермахта
- Юрий Назаров — Чижов, командир Красной армии
- Анатолий Котенёв — Рыкин, полицай (его частичным прототипом был Василий Александрович Соликовский)
- Денис Карасёв — Платон, полицай
- Мария Бушмелёва — сестра Ивана Земнухова
- Наталья Долгушина — сестра Олега Кошевого
- Светлана Иванова —  Надежда Тюленина
- Валентина Ананьина — баба Маруся
- Александр Вешников — дед Клавы
- Светлана Копылова — мать Сергея Тюленина
- Наталья Савченко — Матрёна Савельевна Громова, мать Ульяны Громовой
- Марина Фёдорова — мать Иванцовых
- Нина Дульцева — мать Жоры Арутюнянца
- Софья Сотничевская — Наталья Петровна Сергеева, бабушка Любы Шевцовой
- Лариса Маслова — офицер гестапо

## Награды
- 2007 — первое место в конкурсе телевизионных фильмов II Международного кинофестиваля семейных и детских фильмов «Верное сердце» (Москва) — «За яркое воплощение военно-патриотической темы».